# Frampton
| Frampton                          |                       |
|                                   |                       |
| Coordenadas: 46°27'37 N 70°48'29W |                       |
| Província                         | Quebec                |
| Região administrativa             | Chaudière-Appalaches  |
| Incorporado em                    | 1 de julho de 1855    |
| Prefeito                          | Sonia Paradis         |
|                                   |                       |
| Área                              |                       |
| - Cidade                          | 150,76 km², 60,3 mi²  |
| Fuso horário                      | UTC -5                |
| População (2006)                  |                       |
| - Cidade                          | 1.328                 |
| - Densidade                       | 9 hab/km², 22 hab/mi² |

Frampton é uma municipalidade canadense do conselho municipal regional de La Nouvelle-Beauce, Quebec, localizada na região administrativa de Chaudière-Appalaches. Em sua área de pouco mais de 150 km², habitam cerca de mil pessoas.
Em 1844, os 1.662 habitantes de Frampton eram quase exclusivamente irlandeses e anglófonos. Mas depois de 100 anos, esta comunidade irlandesa tinha praticamente desaparecido devido à: recessão, cadeias migratórias para a Nova Inglaterra, Canadá ocidental e oeste dos Estados Unidos e também a assimilação da cultura franco-canadense.